# Aisne (folyó)

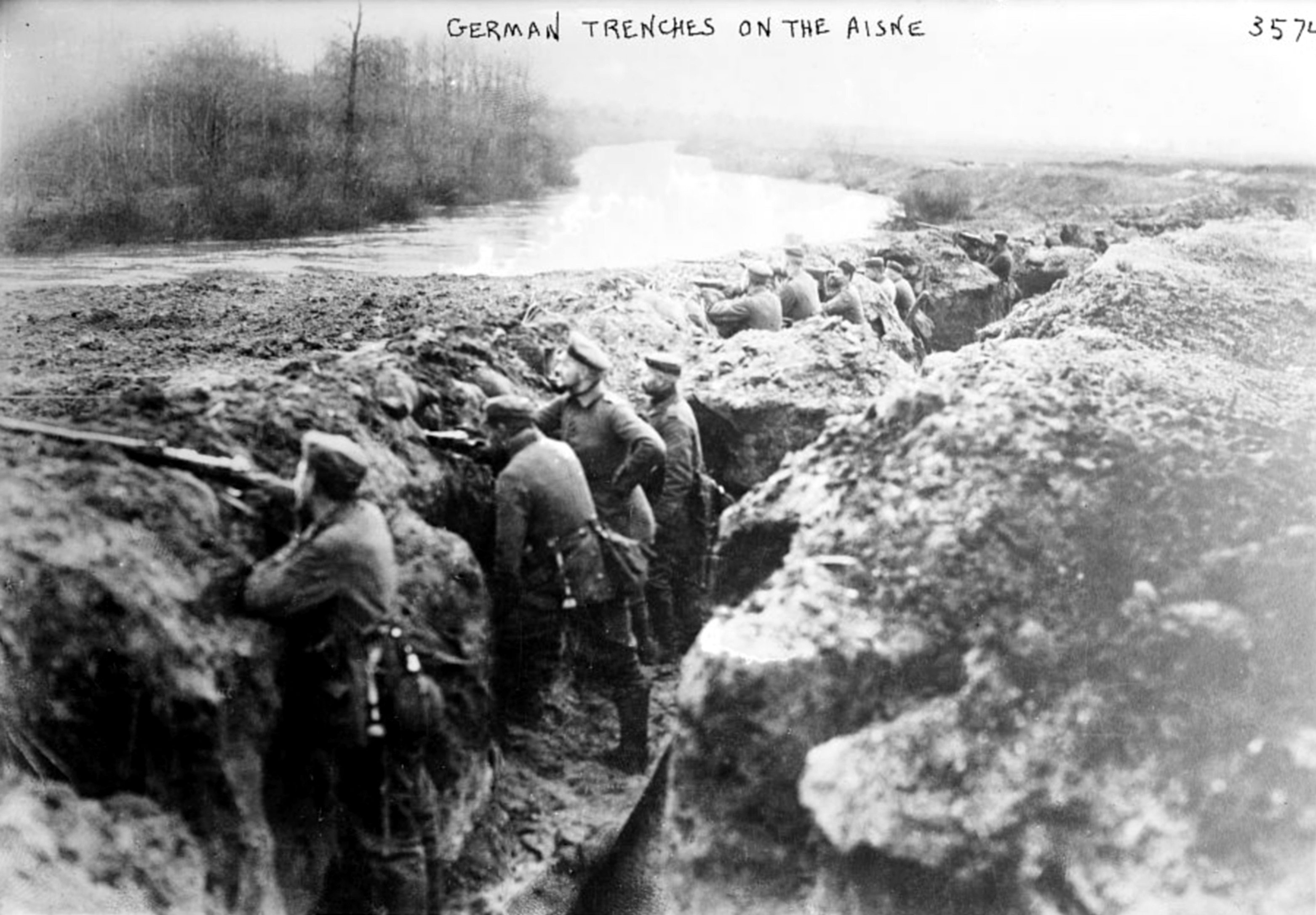
Német lövészárok a folyónál (1917)

Az Aisne folyó Franciaország területén, a Oise bal oldali mellékfolyója. Ókori római neve Axona.

## Földrajzi adatok
A folyó az Argonne-i erdőben, Meuse
megyében ered 238 m magasan, és Compiègne-nél, Oise megyében torkollik az Oise-ba. Hossza 353 km, vízgyűjtő területe 7939 km². Átlagos vízhozama 65,4 m³ másodpercenként.
Kisebb hajókkal majdnem teljes hosszán hajózható, csatornák kötik össze a Maas és Szajna folyókkal. Mellékfolyói az Aire és a Vesle.

## Megyék és városok a folyó mentén
- Meuse
- Marne: Sainte-Menehould
- Ardennes: Vouziers, Rethel
- Aisne: Soissons
- Oise: Compiègne

Az Aisne mentén az első  világháború vége felé több csata is zajlott, ld. első aisne-i csata, második aisne-i csata és harmadik aisne-i csata.